# Luca Covili
Luca Covili, (10 de fevereiro de 1997 em Pavullo nel Frignano), é um ciclista italiano, membro da equipa Bardiani CSF-Faizanè.

## Palmarés

### Por anos
- 2018
  - 2.º do Giro delle Valli Aretine
  - 3.º do Troféu MP Filtri

### Resultados nas grandes voltas

#### Volta a Itália
2 participações
- 2019 : 84.º
- 2020 : fora de tempo (1.ª etapa)

### Classificações mundiais
| Ano             | 2017   | 2018  |
| UCI Europe Tour | 1 087. | 1 753 |